# Unterkaka
Unterkaka – dzielnica gminy Meineweh w Niemczech, w kraju związkowym Saksonia-Anhalt, w powiecie Burgenland, w gminie związkowej Wethautal.
Do 31 grudnia 2009 była to samodzielna gmina wchodząca w skład wspólnoty administracyjnej Wethautal.